# Michael Scholz-Hänsel
Michael Scholz-Hänsel (* 1955 in Berlin-West) ist ein deutscher Kunsthistoriker.

## Leben
Michael Scholz-Hänsel studierte Kunstgeschichte in Berlin (Tutor von Otto von Simson) und Hamburg.
Seine Promotion 1984 (mit Graduiertenförderung bei Martin Warnke) hatte das Thema Die Bibliotheksfresken von Pellegrino Tibaldi in der Escorialbibliothek. Nach Volontariaten an der Staatliche Kunsthalle Baden-Baden und der Staatsgalerie Stuttgart hatte er ein Stipendium des J.-Paul-Getty-Trusts. Von 1987 bis 1993 war er Hochschulassistent in Marburg. 1993 bis 1994 hatte er einen Forschungsaufenthalt in Madrid, bei dem er zeitweise in den Lehrbetrieb der Universität Complutense integriert war. Daraus ging 1996 die Habilitation Kunst und Inquisition. Von Wegen und Folgen der Intoleranz hervor. In diese Zeit fällt auch die Gründung der Carl Justi-Vereinigung e. V. sowie die Mitherausgabe der kritischen berichte. Seit 1996 folgten zahlreiche Vertretungsprofessuren in Marburg, Leipzig, Heidelberg, Tübingen und Karlsruhe bevor er 2011 zum außerplanmäßigen Professor der Universität Leipzig ernannt wurde. 2012 war er Mitherausgeber des Kataloges El Greco und die Moderne, Museum Kunstpalast Düsseldorf. Als wissenschaftlicher Leiter betreute er Studienreisen u. a. für die Freunde der Hamburger Kunsthalle (seit 1984) und die Pückler Gesellschaft e. V. Berlin. 2020 bis 2023 hatte er eine Teilnahme an einem DFG-Projekt zu Gärten auf der Iberischen Halbinsel. Darüber hinaus verfasst er auch Beiträge zur zeitgenössischen Kunst.
Michael Scholz-Hänsel lebt in Leipzig.

## Mitgliedschaften
- Gesellschaft der Freunde junger Kunst Baden-Baden (Vorstand)
- Carl Justi-Vereinigung e. V. (Vorstandsmitglied seit 1988)
- Leipziger Kunstverein (Vorstandsmitglied)

## Veröffentlichungen

"El Greco und die Moderne",Beat Wismer&Michael Scholz-Hänsel (Hg.) Hatje&Cantz (2012)

"Ribera", Michael Scholz-Hänsel, Könemann-Verlag (2000)

- Eine spanische Wissenschaftsutopie am Ende des 16. Jahrhunderts. Die Bibliotheksfresken von Pellegrino Pellegrini (Tibaldi) im Escorial, Münster 1987 (Diss. Phil Hamburg 1984).
- El Greco: Der Großinquisitor. Neues Licht auf die Schwarze Legende, Frankfurt am Main 1991 (kunststück).
- Jusepe de Ribera, Könemann-Verlag, Köln 2000, ISBN 3-8290-1662-X.
- El Greco, Taschen-Verlag, Köln 2004, ISBN 978-3-8365-4981-3.
- Spanien im Fotobuch. Von Kurt Hielscher bis Mireia Sentís. Eine imaginäre Reise von Barcelona in die Extremadura, Leipzig 2007, Hrsg. Michael Scholz-Hänsel
- Inqusition und Kunst. Convivencia in Zeiten der Intoleranz, Berlin 2009 (Habilitation)
- Armut in der Kunst der Moderne, Marburg 2011
- El Greco und die Moderne, Ausstellungskatalog Museum Kunstpalast Düsseldorf (dt/engl.), Ostfildern: Hatje Cantz 2012, ISBN 978-3-7757-3326-7
- Spanische Kunst von El Greco bis Dalí / Arte Español del Greco hasta Dalí, (Mithrsg.) Berlin: Frank & Timme 2015.
- El Greco und der Streit um die Moderne, (Mithrsg.)Berlin: Walter De Gruyter 2015.
- Madrid. Architektur und Kunst, (Reclam Städteführer), Stuttgart: Reclam 2016.
- Gardens of the Iberian Peninsula, Berlin 2024.